# 龙珠直播
龙珠TV直播平台，是一个中国大陆以游戏直播为主的视频直播分享网站，现隶属上海聚力传媒技术有限公司（PPTV）旗下，于2015年2月1日上线。
龙珠直播前身是2010年由苏州游视网络科技有限公司与腾讯游戏竞技平台创建的TGA腾讯游戏竞技平台。

## 运营方式
用户注册账号登录后，完成实名认证和手机绑定即可申请成为平台主播。
目前站内的流通货币为“龙币”，主播可通过观众使用龙币兑换并赠送给主播的付费礼物获得收益。

## 融资历史
2015年11月，A股公司游久游戏（股票代码：600652）发布公告，宣布公司以自有资金及自筹资金2.78亿元投资苏州游视（PLU龙珠直播），合计持有其21.00%的股权。
2016年11月15日，龙珠直播宣布获苏宁集团旗下聚力传媒超20亿元注资。

## 外部連結
- 龙珠直播longzhu.com-第一游戏直播平台（页面存档备份，存于）(官方网站)